# Пегая квакша
Пегая квакша (лат. Dendropsophus leucophyllatus) — вид земноводных из семейства квакш (Hylidae).
Общая длина достигает 5 см. Голова немного расширена с большими выпуклыми глазами. Туловище вытянутое. Лапы с очень длинными пальцами, на которых развиты небольшие перепонки. На концах всех пальцев имеются присоски. Окраска спины колеблется от зеленовато-коричневого до яркого красно-коричневого цвета. По общему тону окраски проходит рисунок из крупных белых пятен. У некоторых популяций встречается сетчатый рисунок из белых полос. Брюшная сторона ярко-красно-оранжевая.
Любит дождевые тропические леса. Всё время проводит на деревьях. Спускается только во время размножения. Встречается на высоте до 600 метров над уровнем моря. Активна ночью. Питается насекомыми.
Спаривание происходит после сезона дождей, в стоячих водоёмах с обильной растительностью. Оно происходит амплексусом (самец схватывает передними лапами самку, примостившись у неё сзади, вводит сперматофоры в клоаку). Самка откладывает до 500 яиц.
Вид распространён в бассейне реки Амазонка: в Колумбии, некоторых районах Венесуэлы, Суринаме, Гайане, Гвиане, Бразилии, Боливии, Перу, Эквадоре.